# Carlo Cecere
Carlo Cecere (* 7. November 1706 in Grottole (nach anderen Angaben: Neapel); † 15. Februar 1761 in Neapel) war ein italienischer Komponist.

## Leben
Über Carlo Ceceres Leben und Ausbildung ist bislang nahezu nichts bekannt. Obwohl er von Pietro Napoli-Signorelli als ausgezeichneter Kontrapunktiker und Violinist beschrieben wurde, lässt eine Analyse seiner Kompositionen eher an einen Flötisten denken. Gesichert ist, dass er sich 1729 um die Aufnahme in die königliche Hofkapelle von Neapel als Violinist bewarb, jedoch abgelehnt wurde. Später unterrichtete er am Kloster Santa Maria del Carmine Maggiore.
Im Februar 1741 gelangte seine als Karnevalsunterhaltung verfasste Oper La taveronla abentorosa auf ein Libretto von Pietro Trinchera im Kloster Monte Oliveto Maggiore zur Aufführung und wurde später nochmals an Santi Demetrio e Bonifacio in Neapel wiederholt. Wegen der als anstößig empfundenen Handlung, in der eine Verächtlichmachung der Volksfrömmigkeit gesehen wurde, war das Werk scharfer Kritik von der geistlichen und weltlichen Obrigkeit ausgesetzt, und gegen den Librettisten Trinchera wurde sogar Haftbefehl erlassen.
Da Ceceres Bühnenwerke sämtlich verschollen sind, ist eine Beurteilung seines kompositorischen Werks nur auf Basis seines instrumentalen Oeuvres möglich, das stilistisch bei Alessandro Scarlatti anknüpft. Seine Beiträge zur italienischen Kammermusik um die Mitte des 18. Jahrhunderts gelten – obwohl gering an der Zahl – als bedeutend und weisen ihn als künstlerisch auf der Höhe seiner Zeit stehend aus.

## Werke

### Opern
- Lo secretista (Libretto von Pietro Trinchera, 1738, Neapel)
- La taveronla abentorosa (Libretto von Pietro Trinchera, 1741, Monteoliveto)[3]
- Lo Rosmonda (Pasticcio, weitere Beiträge von Nicola Bonifacio Logroscino, Pietro Comes und Tommaso Traetta; Libretto von Antonio Palomba, 1755, Neapel)

### Instrumentalwerke
- 25 duetti per 2 flauti (o due violini)
- 2 concerti per flauto e orchestra
- Concerto per 2 flauti e basso
- Concerto per flauto, violini e basso
- Concerto per mandolino, violini e basso
- Sonata per violoncello e basso
- Divertimenti per 2 flauti e violoncello